# Lathys brevitibialis
Lathys brevitibialis är en spindelart som beskrevs av Denis 1956. Lathys brevitibialis ingår i släktet Lathys och familjen kardarspindlar.
Artens utbredningsområde är Marocko. Inga underarter finns listade i Catalogue of Life.